# Đuro Gašpar
Đuro Gašpar (Zagreb, 22. travnja 1900. – Zagreb, 21. listopada 1981.), hrvatski atletičar. Natjecao se za Kraljevinu Jugoslaviju.
Natjecao se na Olimpijskim igrama 1924. u desetoboju. Odustao je nakon pet disciplina.
Bio je član zagrebačkog HAŠK-a.